# Петър Докладал
Петър Докладал (на чешки: Peter Dokládal) е чешки дипломат и стопански деец.
Роден е в град Кърнов (Krnov), Моравско-силезки край. Завършва висше образование със специалност „Международна журналистика“ в МГИМО, Москва. Доктор е по философия от Карловия университет в Прага.
Посланик е в България от 2001 до 2006 г. Носител е на орден „Стара планина“ първа степен (2006).
Той е регионален мениджър на „ЧЕЗ Груп“ и шеф на „ЧЕЗ България“ от 2010 г. Понастоящем работи в Турция.